# Dendrobium densifolium
Dendrobium densifolium är en orkidéart som beskrevs av Rudolf Schlechter. Dendrobium densifolium ingår i släktet Dendrobium, och familjen orkidéer. Inga underarter finns listade i Catalogue of Life.
Dendrobium densifolium finns vild på Nya Guinea.